# Renan Contar
Renan Barbosa Contar (Campinas, 25 de dezembro de 1983), também conhecido como Capitão Contar, é um militar reformado e político brasileiro, filiado ao Partido Renovador Trabalhista Brasileiro (PRTB). Foi deputado estadual pelo Mato Grosso do Sul entre 2019 e 2023, sendo o deputado estadual mais votado da história do Mato Grosso do Sul.
Contar se candidatou ao governo de Mato Grosso do Sul nas eleições estaduais de 2022, junto com Beto Figueiró (PRTB), seu candidato a vice. Ele ficou em primeiro lugar no primeiro turno, indo para o segundo turno com Eduardo Riedel (PSDB); e em 30 de outubro de 2022, foi derrotado por Riedel, ficando em segundo lugar com 612.113 dos votos válidos (43,10%).

## Desempenho em Eleições
| Ano  | Eleição                        | Partido | Cargo             | Votos   | %                 | Resultado  | Ref   |
| ---- | ------------------------------ | ------- | ----------------- | ------- | ----------------- | ---------- | ----- |
| 2018 | Estadual do Mato Grosso do Sul | PSL     | Deputado Estadual | 78.390  | 6,11%             | Eleito     | [ 7 ] |
| 2022 | Estadual do Mato Grosso do Sul | PRTB    | Governador        | 384.275 | 26,71% (1º Turno) | Não Eleito | [ 6 ] |
| 2022 | Estadual do Mato Grosso do Sul | PRTB    | Governador        | 612.113 | 43,10% (2º Turno) |            | [ 6 ] |